# あなたのかけら
「あなたのかけら」は、日本の女性歌手、華原朋美の20枚目のシングル。

## 解説
- 復帰後、初のバラードシングル。バラードは無期限休養発表後にリリースされた「Believe In Future -真夜中のシンデレラ-」以来、1年8か月ぶりとなる。
- 前作「PRECIOUS」に続き、NY在住のヒットメーカーVincent Degiorgioがプロデュースを担当。
- M-2には「あなたのかけら」の原曲で、全英語詞の「Tears Don't Lie」を収録。

## 収録曲
1. あなたのかけら
作詞：高柳恋、作曲：Vincent Degiorgio・Gary Carolla、編曲：斉藤仁
2. Tears Don't Lie
作詞・作曲：Vincent Degiorgio・Gary Carolla、編曲：斉藤仁
3. あなたのかけら [neeza re-mix]
4. あなたのかけら [orchestral version]
5. あなたのかけら [instrumental]
6. あなたのかけら [orchestral instrumental]

## 楽曲の収録アルバム
あなたのかけら
オリジナル・アルバム
- 「Love Again」[album version]

ベスト・アルバム
- 「Natural Breeze 〜KAHALA BEST 1998-2002〜」
- 「ALL TIME SINGLES BEST

## タイアップ
- NHK・金曜時代劇『五瓣の椿』主題歌